# خورخه ایلوکا
خورخه ایلوکا (انگلیسی: Jorge Illueca; زاده ۱۷ سپتامبر ۱۹۱۸ – درگذشته ۳ مهٔ ۲۰۱۲) سیاست‌مدار اهل پاناما بود. وی از ۱۳ فوریه ۱۹۸۴ تا ۱۱ اکتبر ۱۹۸۴ رئیس‌جمهور پاناما بود.
خورخه ایلوکا در ۳ مه ۲۰۱۲، در سن ۹۳ سالگی بر اثر نارسایی تنفسی درگذشت.
وی همچنین برندهٔ جوایزی همچون کمک‌هزینه گوگنهایم شده‌است.